# A Saucerful of Secrets
A Saucerful of Secrets är Pink Floyds andra studioalbum, utgivet i juni 1968. Den spelades in mellan oktober 1967 och april 1968. A Saucerful of Secrets var det sista albumet som Syd Barrett medverkade på och under arbetets gång ersattes han av David Gilmour.
Albumet innehåller en blandning av psykedelisk musik och progrock. Det innehåller surrealistiska, utflippade låtar såsom Barretts "Jugband Blues", men även episka, drömlika stycken som "Set the Controls for the Heart of the Sun" och "A Saucerful of Secrets". De sistnämnda styckena ger en föraning om den experimentella rymdrock som Pink Floyd kom att bli förknippade med senare under sin karriär.
Albumet blev som bäst nia på den brittiska albumlistan.

## Låtlista

### Sida 1
1. "Let There Be More Light" (Roger Waters) – 5:38
2. "Remember a Day" (Richard Wright) – 4:33
3. "Set the Controls for the Heart of the Sun" (Waters) – 5:28
4. "Corporal Clegg" (Waters) – 4:13

### Sida 2
1. "A Saucerful of Secrets" (Waters / Wright / David Gilmour / Nick Mason) – 11:52
2. "See-Saw" (Wright) – 4:36
3. "Jugband Blues" (Syd Barrett) – 3:00

## Medverkande
- Syd Barrett - gitarr och sång
- Roger Waters - elbas och sång
- David Gilmour - gitarr och sång
- Richard Wright - orgel, piano och sång
- Nick Mason - trummor, slagverk, sång på "Corporal Clegg"